# Smittia sainokoensis
Smittia sainokoensis är en tvåvingeart som beskrevs av Sasa 1984. Smittia sainokoensis ingår i släktet Smittia och familjen fjädermyggor. Inga underarter finns listade i Catalogue of Life.